# Virgil Popescu
Pour les articles homonymes, voir Popescu.
Virgil Popescu est un footballeur et entraîneur roumain, né en 1916 à Alba Iulia et mort en 1989.

## Carrière

### En tant que joueur
- 1938-1942 :  FK Vojvodina
- 1943-1944 :  Juventus Bucarest
- 1945-1948 :  Partizan Belgrade

### En tant qu'entraîneur
- 1963-1964 :  NK Rijeka
- 1964-1965 :  Legia Varsovie
- 1965-1966 :  Partizan Belgrade (entraîneur-adjoint)
- 1966-1967 :  FC Saint-Gall
- 1968-1970 :  Maroc Olympique
- 1970 :  Wormatia Worms
- 1970-1972 :  KAC de Kénitra
- 1972-1973 :  JS Kabylie

## Palmarès

### Joueur
- Champion de Yougoslavie en 1947 avec le Partizan Belgrade
- Vainqueur de la Coupe de Yougoslavie en 1947 avec le Partizan Belgrade

### Entraîneur
- Champion d'Algérie en 1973 avec la JS Kabylie[1].
- Vainqueur de la Coupe de Pologne en 1964 avec le Legia Varsovie[2].
- Finaliste de la Coupe d'Europe des clubs champions en 1966 avec le Partizan Belgrade (comme entraîneur-adjoint)[3].